# Нападение гигантских пиявок
«Нападение гигантских пиявок» (англ. Attack of the Giant Leeches) — это низкобюджетный научно-фантастический фильм 1959 года Бернарда Ковальски. Сценарий был написан Лео Гордоном. Он был одним из многочисленных ужастиков, произведенных в 1950-х годах в ответ на страхи перед холодной войной; в фильме персонаж понимает, что пиявки мутировали до гигантских размеров из-за атомной радиации поблизости от мыса Канаверал.
В различных релизах также назывался как «Нападение кровавых пиявок» (англ. Attack of the Blood Leeches), «Демоны болота» (англ. Demons of the Swamp), «She Demons of the Swamp», «Гигантские пиявки» (англ. The Giant Leeches).

## Сюжет
В Эверглейдс во Флориде две огромные разумные пиявки живут в подводной пещере. Они таскают местных жителей в пещеру, где держат их в плену и медленно пьют из них кровь.
Одной из первых жертв становится местная мегера, Лиз Уокер, которую играет Иветт Викерс. Лиз обнаруживает себя в плену у пиявок вместе с её нынешним любовником.
Егерь Стив Бентон (Кен Кларк) расследует их исчезновение. Вместе с помогающей ему подругой, Нан Грейсон (Ян Шеппард) и её отцом, доктором Грейсоном, он обнаруживает пещеру.
Монстров окончательно уничтожают, когда Стив и Док с несколькими солдатами взрывают пещеру динамитом.

## В ролях
| Актёр           | Роль              |
| --------------- | ----------------- |
| Кен Кларк       | Стив Бентон       |
| Иветт Викерс    | Лиз Уокер         |
| Ян Шепард       | Нан Грейсон       |
| Майкл Эммет     | Кэл Мултон        |
| Тайлер МакВей   | Док Грейсон       |
| Бруно ВеСота    | Дэйв Уолкер       |
| Джен Рот        | шериф Ковис       |
| Дэн Уайт        | Порки Рид         |
| Джордж Цисар    | Лем Сойер         |
| Гай Буккола     | гигантская пиявка |
| Джозеф Хамилтон | Старый Сэм Питерс |
| Уолтер Келли    | Майк              |
| Росс Старлин    | гигантская пиявка |

## Производство
Фильм был снят за восемь дней, включая открытый день в Лос-Анджелесском дендрарии и ботаническом саду. Во время съемок Джин Корман слег с пневмонией и попал в больницу.
Это был второй фильм Ковальски для AIP после «Ночи кровавого зверя». Музыка также использовалась в «Ночи кровавого зверя» (1958) и «Чудовище из Проклятой пещеры» (1959).
По словам Ковальски, Джин Корман не хотел платить лишние деньги для проталкивания камеры на плоту, пока они снимали в воде в дендрарии, поэтому он надел купальный костюм и сделал это сам.

## В телевизионных шоу
В июле 1992 года «Нападение гигантских пиявок» был показан эпизодом четвёртого сезона телевизионного шоу «Таинственный театр 3000 года». «Нападение гигантских пиявок» был также показан в телевизионном шоу «Кино для бессонницы» и во втором эпизоде пятого сезона «Шиллинг Шокеры».

## Критика
На агрегаторе рецензий Rotten Tomatoes рейтинг одобрения составляет 70 % на основе 10 обзоров со средним рейтингом 5,7 из 10.

## Ремейк
Ремейк фильма был выпущен компанией Brain Damage Films в 2012 году.

## Авторское право
Фильм находится в общественном достоянии, так как его авторское право не было возобновлено.